# انتقام‌جویان: پایان بازی
انتقام‌جویان: پایان بازی (انگلیسی: Avengers: Endgame) یک فیلم ابرقهرمانی آمریکایی است که بر پایهٔ تیم ابرقهرمان انتقام‌جویان از مارول کامیکس ساخته شده و در ۲۰۱۹ به نمایش درآمد. ساخت این فیلم بر عهدهٔ مارول استودیوز بوده و به‌وسیلهٔ استودیو سینمایی والت دیزنی توزیع شده‌است. این فیلم دنبالهٔ انتقام‌جویان: جنگ ابدیت (۲۰۱۸) است و بیست و دومین فیلم در دنیای سینمایی مارول محسوب می‌شود. کارگردانی آن بر عهدهٔ آنتونی و جو روسو بوده و فیلم‌نامهٔ آن را کریستوفر مارکوس و استیون مک‌فیلی به نگارش درآورده‌اند. در پایان بازی گروه بازیگران آن یعنی رابرت داونی جونیور، کریس ایوانز، مارک رافلو، کریس همسورث، اسکارلت جوهانسون، جرمی رنر، دان چیدل، پل راد، بری لارسون، کارن گیلان، دانای گوریرا، بندیکت وانگ، جان فاورو، بردلی کوپر، گوئینت پالترو و جاش برولین حضور دارند. در این فیلم، اعضای بازماندهٔ تیم انتقام‌جویان و متحدان آن‌ها سعی دارند که تخریب ناشی‌شده از تانوس در فیلم جنگ ابدیت را معکوس کنند.
خبر ساخت این فیلم در آوریل ۲۰۱۴ با عنوان انتقام‌جویان: جنگ ابدیت – قسمت ۲ اعلام شد اما مارول این عنوان را حذف کرد. برادران روسو در آوریل ۲۰۱۵ برای کارگردانی به این پروژه ملحق شدند و یک ماه بعد مارکوس و مک‌فیلی نوشتن فیلم‌نامه را بر عهده گرفتند. این فیلم خاتمهٔ داستان دنیای سینمایی مارول تا آن زمان است و به قوس داستانی چندین شخصیت اصلی فیلم پایان می‌دهد. طرح داستانی این فیلم لحظاتی از فیلم‌های پیشین را مرور می‌کند و بازیگران و محیط کلی فرنچایز و همچنین موسیقی فیلم‌های پیشین را به یاد می‌آورد. فیلم‌برداری در اوت ۲۰۱۷ در استودیوهای پاین‌وود آتلانتا در شهرستان فایت، جورجیا آغاز شد و در ژانویه ۲۰۱۸ به پایان رسید. این فیلم با جنگ ابدیت به صورت پشت به پشت فیلم‌برداری شد. مراحل تصویربرداری افزودهٔ این فیلم در مناطق مترو و مرکز شهری آتلانتا، ایالت نیویورک، اسکاتلند و انگلیس انجام شد. عنوان رسمی فیلم در دسامبر ۲۰۱۸ اعلام شد. این فیلم با بودجهٔ تخمینی ۳۵۶–۴۰۰ میلیون دلاری، یکی از پرهزینه‌ترین فیلم‌های تاریخ است.
انتقام‌جویان: پایان بازی نخستین بار در ۲۲ آوریل ۲۰۱۹ در لس آنجلس به روی پرده رفت. این فیلم اکران رسمی خود را به صورت گسترده از ۲۶ آوریل ۲۰۱۹ به صورت آی‌مکس و سه‌بعدی آغاز کرد. فیلم با واکنش مثبت منتقدان همراه بود و در زمینه کارگردانی، بازیگری، موسیقی متن، سکانس‌های اکشن، جلوه‌های بصری و وزن احساسی موجود در آن مورد ستایش قرار گرفت. منتقدان نقطهٔ اوج و سرانجام داستانی ۲۲ فیلم را تحسین کردند. این فیلم رکوردهای مختلفی را در گیشه شکست؛ از جمله تبدیل شدن به پرفروش‌ترین فیلم تاریخ، که از ژوئیه ۲۰۱۹ تا مارس ۲۰۲۱ این رکورد را در اختیار داشت. پایان بازی با فروش ۲٫۷۹۸ میلیارد دلار در سراسر جهان به پرفروش‌ترین فیلم ۲۰۱۹، پرفروش‌ترین فیلم ابرقهرمانی تاریخ و بعد از آواتار (۲۰۰۹) دومین فیلم پرفروش تاریخ است. انتقام‌جویان: پایان بازی جایزه‌ها و نامزدی‌های بی‌شماری کسب کرد؛ از جمله نامزد دریافت بهترین جلوه‌های تصویری در نود و دومین دوره جوایز اسکار، سه نامزدی در بیست و پنجمین جوایز فیلم به انتخاب منتقدان (که برندهٔ دو جایزه شد) و نامزد دریافت بهترین جلوه‌های ویژه بصری در هفتاد و سومین دوره جوایز بفتا.

## داستان فیلم
سه هفته بعد از آن که در جنگ ابدیت، نیمی از جمعیت دنیا به دست تانوس محو شدند، کارول دنورز/کاپیتان مارول، تونی استارک و نبیولا را که در فضا سرگردان شده‌اند نجات می‌دهد و آن‌ها را به زمین برمی‌گرداند. آن‌ها با انتقام‌جویان بازمانده دیدار می‌کنند. بروس بنر، استیو راجرز، راکت، ثور، ناتاشا رومانوف، جیمز رودز، کارول دنورز و نبیولا به فضا می‌روند و تانوس را در یک سیاره غیر مسکونی پیدا می‌کنند. آن‌ها قصد دارند تا دوباره از سنگ‌های ابدیت استفاده کنند تا ویرانی‌هایی را که تانوس به بار آورده را جبران کنند؛ ولی تانوس به آنها نشان می‌دهد که قبلاً سنگ‌ها را نابود کرده‌است تا از استفاده بیشتر آن‌ها جلوگیری کند. ثور سر تانوس را از بدنش جدا می‌کند و انتقام‌جویان به مقر خودشان بر می‌گردند.
پنج سال بعد، اسکات لنگ از قلمرو کوانتومی بیرون می‌آید. او به مقر انتقام جویان می‌رود و به رومانوف و استیو راجرز توضیح می‌دهد که درحالی که او پنج سال ناپدید شده بود اما تنها پنج ساعت را در قلمرو کوانتومی تجربه کرده‌است؛ نظریهٔ این که با استفاده از قلمرو کوانتومی می‌توانند در زمان سفر کنند. این سه نفر پیش استارک می‌روند و از او می‌خواهند تا در بازیابی سنگ‌ها و معکوس کردن اعمال تانوس به آن‌ها کمک کند. اما استارک از ترس از دست دادن دخترش مورگان، از این کار امتناع می‌کند. اما پس از صحبت کردن با همسرش، پپر پاتس، به انتقام جویان می‌پیوندد و همراه بنر که به پروفسور هالک تبدیل شده، در ساخت ماشین سفر در زمان کمک می‌کند؛ آن دو با موفقیت ماشین سفر در زمان را می‌سازند. بنر هشدار می‌دهد که تغییر در گذشته چیزی را در زمان حال تغییر نمی‌دهد.
بنر و راکت به پناهگاه جدید آزگاردی‌ها در نروژ می‌روند تا ثور را که دائم‌الخمر شده‌است پیدا کنند. رومانوف نیز در توکیو، کلینت بارتون را که پس از محو شدن خانواده‌اش به رونین تبدیل شده‌است به گروه برمی‌گرداند. بنر، اسکات، راجرز و استارک به نیویورک در سال ۲۰۱۲ می‌روند. بنر به سنکتوم سنکتوروم می‌رود و انشنت وان را متقاعد می‌کند تا سنگ زمان را به او بدهد. راجرز با موفقیت سنگ ذهن را به‌دست می‌آورد. اما دخالت استارک و اسکات به‌طور تصادفی باعث می‌شود تا لوکیِ ۲۰۱۲ با سنگ مکان فرار کند. راجرز و استارک به سال ۱۹۷۰ در مقر شیلد سفر می‌کنند. استارک نسخه قدیمی تر سنگ مکان را برمی‌دارد. در همین لحظه با پدرش هاوارد استارک روبرو می‌شود. راجرز چندین ذره پیم از آزمایشگاه دکتر هنک پیم می‌دزدد تا بتوانند به زمان حال برگردند که استیو راجرز در راه متوجه پگی کارتر می‌شود.
راکت و ثور به آزگارد در سال ۲۰۱۳ سفر می‌کنند. راکت سنگ واقعیت را که در آن زمان جین فاستر در آن گیر افتاده بود را از درونش استخراج می‌کند. ثور نیز چکش قدیمی اش میولنیر را دوباره به‌دست می‌آورد و به زمان حال بر می‌گردد. رودز و نبیولا به موراگ در سال ۲۰۱۴ قبل از اینکه پیتر کوئیل سنگ قدرت را بدزدد، سفر می‌کنند. آنها سنگ قدرت را برمی‌دارند و رودز به زمان حال برمی‌گردد اما چشم مصنوعی نبیولا دچار مشکل می‌شود و تانوس ۲۰۱۴ از طریق چشم مصنوعی نبیولای ۲۰۱۴ آیندهٔ خود و پیروزی خود در مقابل انتقام جویان مشاهده می‌کند. آنها نبیولای زمان حال را گیر می‌اندازند و ذرات پیم را از او می‌دزدند و به جای نبیولای زمان حال نبیولای ۲۰۱۴ را به زمان حال می‌فرستند. نبیولا، گامورای ۲۰۱۴ را متقاعد می‌کند تا به تانوس خیانت کند. کلینت و رومانوف به وورمیر می‌روند. در آنجا نگهبان سنگ روح، جمجمه سرخ به آنها می‌گوید که برای به‌دست آوردن سنگ باید از آنچه دوست دارند بگذرند. رومانوف و کلینت سر قربانی شدن با هم درگیر می‌شوند و نوعی نبرد انتحاری را آغاز می‌کنند اما درنهایت رومانوف قربانی می‌شود و سنگ روح به دست کلینت می‌افتد. انتقام جویان به زمان حال برمی گردند و استارک و بنر باهم دستکش سنگ‌های ابدیت را می‌سازند. بنر مأمور می‌شود تا بشکن بزند و کسانی که پنج سال پیش توسط تانوس محو شدند را به زمان حال برگردانند. بنر این کار را انجام می‌دهد و دست راستش به شدت مجروح می‌شود. در همین لحظه نبیولای ۲۰۱۴ سفینه تانوس را به زمان حال می‌فرستد.
مقر انتقام جویان توسط سفینه تانوس تخریب می‌شود و جنگ میان لشکر تانوس و انتقام‌جویان برای بار دوم صورت می‌گیرد. در حین مبارزه راجرز و ثور و استارک با تانوس، راجرز لیاقت بلند کردن میولنیر را به‌دست می‌آورد و همچنین تانوس سپر راجرز را با شمشیرش می‌شکند و در همین لحظه افراد محو شده (باقی انتقامجویان، باقی نگهبانان کهکشان، ارتش واکاندا، دکتر استرنج و جادوگران و باقی مانده سپاهیانِ آزگاردی، مرد عنکبوتی و …) برمی گردند و با هم می‌جنگند. در حین مبارزه، کاپیتان مارول نیز به آن‌ها اضافه می‌شود. انتقام جویان سعی می‌کنند که دستکش را به تونل کوانتوم ببرند اما موفق نمی‌شوند. تانوس دستکش را به‌دست می‌آورد و آن را دستش می‌کند اما انتقام‌جویان جلوی او را می‌گیرند و در نهایت سنگ‌ها دست استارک می‌افتد و استارک بشکن خود را می‌زند و تانوس به همراه افرادش محو می‌شوند و به دلیل فشار بسیار زیاد دستکش، استارک کشته می‌شود.
در پایان، انتقام‌جویان برای تونی استارک مراسم وداع می‌گیرند. پس از مراسم، ثور به نگهبانان کهکشان می‌پیوندد. استیو راجرز با استفاده از تونل کوانتومی سنگ‌های ابدیت و میولنیر را سر جایش می‌گذارد و در نهایت در کنار معشوقه‌اش، پگی کارتر زندگی می‌کند. در زمان حال نیز استیو راجرز پیر می‌شود و سپر خود را به سم ویلسون می‌دهد.

## بازیگران
- رابرت داونی جونیور در نقش تونی استارک / مرد آهنی:

وی یکی از پایه‌گذاران انتقام‌جویان به‌شمار می‌رود. استارک، نابغه، میلیاردر، دخترباز و نیکوکار است. او برای خود زرهی الکترومکانیکی طراحی کرده‌است که هربار توسط خود وی به روز می‌شود.
- جاش برولین در نقش تانوس:

موجودی قدرتمند و از نژاد ابدی  که زادگاهش در قمر تایتان قرار دارد. او معتقد است که برای رسیدن به نظم لازم است تا موجودات به‌طور عادلانه از هر نژاد و جنسیت از بین بروند (بدون تبعیض) تا جهان به تعادل برسد. او به کمک شش سنگ ابدیت و دستکش ابدیت که کوتوله‌ها در کوره ستاره در حال مرگ برای او ساخته‌اند توانست به اهداف مورد نظرش برسد و نیمی از جهان را نابود سازد. جاش برولین در کنار صداگذاری، کار موشن کپچر این شخصیت را نیز انجام داد.
- مارک رافلو در نقش بروس بنر / هالک:

یکی از انتقام‌جویان و دانشمندی نابغه است که پس از اینکه در معرض اشعهٔ گاما قرار گرفت، هنگامی که ضربان قلبش بالا می‌رود تبدیل به غول سبز رنگ و بسیار قدرتمندی به نام هالک می‌شود و در این فیلم به پروفسور هالک تبدیل می‌شود.
- کریس ایوانز در نقش استیو راجرز / کاپیتان آمریکا:

رهبر انتقام جویان و رهبر فرقه جدا شده از انتقام‌جویان و سرباز جنگ جهانی دوم که بدنش توسط تکنولوژی پیشرفته‌ای بهبود فیزیکی فوق‌العاده‌ای یافت. او هفتاد سال در یخ منجمد بود تا این که در دنیای مدرن بیدار شد قرارداد کریس ایوانز با مارول شش فیلم بود که با جنگ ابدیت تمام می‌شد اما او تصمیم گرفت تا در این فیلم حضور یابد. او در این فیلم لایق بلند کردن میلونر شد.
- کریس همسورث در نقش ثور:

یکی از انتقام‌جویان که ولیعهد آزگارد و خدای صاعقه است. این شخصیت برگرفته از خدای اساطیری اسکاندیناوی به همین نام است. او برادر خوانده لوکی نیز می‌باشد.
- جرمی رنر در نقش کلینت بارتون / شاهین‌چشم:

انتقام‌جو و مأمور سابق شیلد و استاد تیراندازی است. بارتون در این فیلم با لباس و ظاهری شبیه به رونین ظاهر می‌شود.
- اسکارلت جوهانسون در نقش ناتاشا رومانوف / بیوه سیاه:

جاسوس فوق حرفه‌ای و مأمور و انتقام‌جوی سابق شیلد.
- کارن گیلان در نقش نبیولا:

یکی از اعضای نگهبانان کهکشان و دخترخواندهٔ تانوس است که خواهر ناتنی گامورا محسوب می‌شود.
- بردلی کوپر در نقش راکت راکون: او یکی از اعضای اصلی نگهبانان کهکشان است؛ و یک راکون است
- جان فاورو در نقش هپی هوگان
- گوئینت پالترو در نقش پپر پاتز: همسر تونی استارک و مدیر شرکت صنایع استارک که تونی استارک برای او نیز زره ای مخصوص می‌سازد و لقب RESCUE را برای خود برمی‌دارد.
- دان چیدل در نقش جیمز رودز / ماشین جنگ: عضو سابق نیروی دریایی ایالت متحده آمریکا که پس از اینکه یکی از زره‌های قدیمی تونی استارک را برداشت به خودش لقب ماشین جنگی را داد.
- پل راد در نقش اسکات لنگ / مرد مورچه‌ای:یک خلافکار سابق که لباسش تکنولوژی خاصی برای بزرگ و کوچک شدن دارد.
- بری لارسون در نقش کارول دنورز / کاپیتان مارول
- تام هیدلستون در نقش لوکی:

خدای نیرنگ، برادر نانتی ثور که بر اساس خدای اساطیری اسکاندیناوی به همین نام است.
- کریس پرت در نقش پیتر کوئیل / استار-لرد:

پیتر کوئیل فرزند مادری زمینی و پدری فضایی است. وی در کودکی توسط گروه فضایی که خود را روجرز می‌نامیدند دزدیده و بزرگ شد. او رئیس نگهبانان کهکشان است.
- الیزابت اولسن در نقش واندا ماکسیمُف / اسکارلت ویچ:

انتقام‌جوی سابق و عضو فرقهٔ راجرز که توانایی بازی با ذهن دیگران و جابه‌جایی اجسام از راه دور را دارد.
- آنتونی مکی در نقش سم ویلسون / فالکون:

عضو فرقهٔ راجرز و انتقام‌جوی سابق که در چتربازی مهارت دارد. او بال‌های مخصوصی دارد که برای پرواز با آن‌ها آموزش دیده‌است.
- بندیکت کامبربچ در نقش دکتر استیون استرنج:

جراح مغز و اعصاب ماهر که در یک حادثه دچار آسیب در دو دست شد. او برای درمان به معبد انشنت وان جادوگر اعظم مارول مراجعه می‌کند و در آن‌جا با دنیای جادو آشنا می‌شود. او برای به دست آوردن مهارت‌های آن‌ها آموزش می‌بیند و استاد جادوگری می‌شود. او همچنین محافظ سنگ زمان است.
- اوانجلین لیلی در نقش هوپ ون داین / زنبورک:

دختر هنک پیم و جنت ون داین که لباس زنبورک را از مادرش به ارث می‌برد. لیلی گفته که این شخصیت در انتقام‌جویان: جنگ ابدیت حضور ندارد تا زمینهٔ حضور زنبورک در مرد مورچه‌ای و زنبورک آماده شود.
- تام هالند در نقش پیتر پارکر / مرد عنکبوتی:

نوجوانی که پس از نیش خوردن توسط عنکبوتی که دچار جهش ژنتیکی می‌شود و توانایی‌هایی مانند عنکبوت به دست می‌آورد.
- چادویک بوزمن در نقش تی چالا / پلنگ سیاه

پادشاه سرزمین خیالی و پیشرفته آفریقایی با عنوان واکاندا که مجهز به توانایی‌های فرا انسانی است.
- زویی سالدانا در نقش گامورا:

دختر خوانده تانوس و خواهر ناتنی نبیولا است.
- دیوید باتیستا در نقش آرتور داگلاس / درکس د دسترویر:

یکی از اعضای نگهبانان کهکشان که همسر و فرزندانش توسط تانوس کشته شده‌است و به دنبال انتقام است.
- سباستین استن در نقش باکی بارنز / سرباز زمستان:

یک سرباز ارتقا یافته که حافظه‌اش توسط هایدرا پاک می‌شود و تبدیل به آدمکشی حرفه‌ای می‌شود. او دوست صمیمی راجرز است.
- پام کلمنتیئف در نقش مانتیس: از اعضای نگهبانان کهکشان که توانایی ذهن خوانی را دارد.
- ساموئل ال. جکسون در نقش نیک فیوری:

مدیر سابق شیلد که در ابتدا گروه انتقام‌جویان را تشکیل داد.
اما فورمن در نقش کسی لنگ: دختر اسکات لنگ یا همان مرد مورچه ای.
هیرویوکی سانادا در نقش آکیهیکو: رئیس باند یاکوزا که توسط کلینت بارتون کشته می‌شود.
فرانک گریلو و لتیشیا رایت نیز نقش‌های کراس‌بونز و شوری را تکرار می‌کنند. هیرویوکی سانادا و آوا روسو (دختر جو روسو) در نقش‌هایی فرعی در فیلم حضور دارند. استن لی نیز برای آخرین بار در نقشی کوتاه در این فیلم ظاهر می‌شود. کاترین لانگفورد نقش بزرگسالی مورگان (دختر تونی استارک) را در فیلم ایفا کرد اما برادران روسو اعلام کردند که صحنه‌های مربوط به این کاراکتر برای جلوگیری از پیچیده شدن داستان، از فیلم حذف شده‌است.

## تولید
در اکتبر ۲۰۱۴ مارول اعلام کرد که دنبالهٔ انتقام‌جویان: عصر اولتران دو قسمتی خواهد بود و قسمت اول انتقام‌جویان: جنگ ابدیت - قسمت ۱ نام خواهد داشت و در تاریخ ۴ مهٔ ۲۰۱۸ به نمایش درمی آید و قسمت ۲ در ۳ مهٔ ۲۰۱۹ به نمایش در خواهد آمد.
در آوریل ۲۰۱۵ برادران روسو به عنوان کارگردانان این دو قسمت انتخاب شدند تا فیلمبرداری فیلم را به صورت هم‌زمان انجام دهند. در همان ماه کوین فایگی اعلام کرد که این دو فیلم، دو فیلم مستقل خواهند بود و داستان‌هایشان به دو قسمت تقسیم نمی‌شود. تا مهٔ ۲۰۱۵، کریستوفر مارکوس و استیون مک‌فیلی هم برای نوشتن فیلم‌نامهٔ هر دو قسمت فیلم استخدام شده بودند. یک سال بعد، برادران روسو اعلام کردند که برای از بین برد شبههٔ این موضوع که این دو فیلم یکی هستند و به دو قسمت تقسیم شده‌اند، قصد دارند نام فیلم‌ها را تغییر بدهند. در ژوئیه ۲۰۱۶، مارول نام این فیلم را پاک کرد و به آن با نام فیلم بدون نام انتقام‌جویان اشاره کرد. فایگی و برادران روسو نیز دراین باره گفتند فعلاً عنوان این فیلم اعلام نخواهد شد زیرا نام آن جزئیاتی دربارهٔ داستان جنگ ابدیت را لو می‌دهد. در اکتبر ۲۰۱۶، فیگ اعلام کرد که فیلم‌برداری در ژانویه ۲۰۱۷ آغاز می‌شود و تا اکتبر یا نوامبر ۲۰۱۷ طول خواهد کشید.
فیلمبرداری فیلم با مدیریت ترنت اوپالاک در ۱۰ اوت ۲۰۱۷ در پاین‌وود آتلانتا آغاز شد. ضبط این فیلم و جنگ ابدیت به وسیلهٔ دوربین‌های دوبعدی آی‌مکس آری انجام شد و این دو فیلم، به اولین فیلم‌هایی در هالیوود تبدیل شدند که به صورت کامل با دوربین‌های آی‌مکس فیلمبرداری می‌شوند.
فایگی اعلام کرد که در ابتدا قرار بود فیلمبرداری این فیلم همزمان با قسمت قبلی انجام شود، اما نهایتاً مارول تصمیم گرفت که این گونه نباشد چرا که برنامه‌ریزی آن بسیار پیچیده می‌شد. در نهایت قرار شد تا فیلم‌ها به صورت پشت سر هم فیلمبرداری شوند. آنتونی روسو پیش از این اعلام کرده بود که منطقی‌تر است که فیلم‌برداری این دو فیلم به صورت هم‌زمان انجام شود، چرا که این فیلم‌ها پروژه‌های بسیار بزرگی هستند و بازیگران زیادی دارند و از نظر مالی نیز توجیه‌پذیر است؛ او در واقع این ایده را مطرح کرده بود که برخی روزها فیلمبرداری قسمت اول انجام شود و برخی روزهای دیگر فیلمبرداری قسمت دوم و به همین صورت فیلمبرداری دو فیلم به صورت هم‌زمان صورت بگیرد.
فیلمبرداری این فیلم در ۱۱ ژانویه ۲۰۱۸ به پایان رسید، هر چند در ژوئن ۲۰۱۸، فیلمبرداری‌هایی در داچس، نیویورک و اولستر، نیویورک انجام شد. فیلمبرداری مجدد برخی صحنه‌ها در ۷ سپتامبر ۲۰۱۸ آغاز شد و در ۱۲ اکتبر ۲۰۱۸ به پایان رسید. همچنین فیلمبرداری‌های مجدد دیگری نیز در ژانویهٔ ۲۰۱۹ انجام شد. ایوانز و همسورث هر کدام برای این فیلم ۱۵ میلیون دلار دستمزد گرفتند.
در ۷ دسامبر ۲۰۱۸، با نمایش اولین تریلر این فیلم مشخص شد که عنوان آن پایان بازی (به انگلیسی: Endgame) است و همچنین تاریخ نمایش آن به ۲۶ آوریل ۲۰۱۹ تغییر کرد. جلوه‌های ویژهٔ این فیلم توسط شرکت‌های اینداستریال لایت اند مجیک، وتا دیجیتال، فریم‌استور، دابل نگتیو، سینه‌سایت، دیجیتال دامین، رایز، لولا وی‌اف‌ایکس، کانتینا کریتیو، کپیتال تی، تکنی‌کالر وی‌اف‌ایکس و تریتوری استودیو انجام شد. جفری فورد و متیو اشمیت تدوینگران این فیلم هستند.

## موسیقی
در ژوئن ۲۰۱۶، آلن سیلوستری که پیش از این کار ساخت موسیقی انتقام‌جویان را بر عهده داشت، به عنوان آهنگساز این فیلم اعلام شد.

## بازاریابی

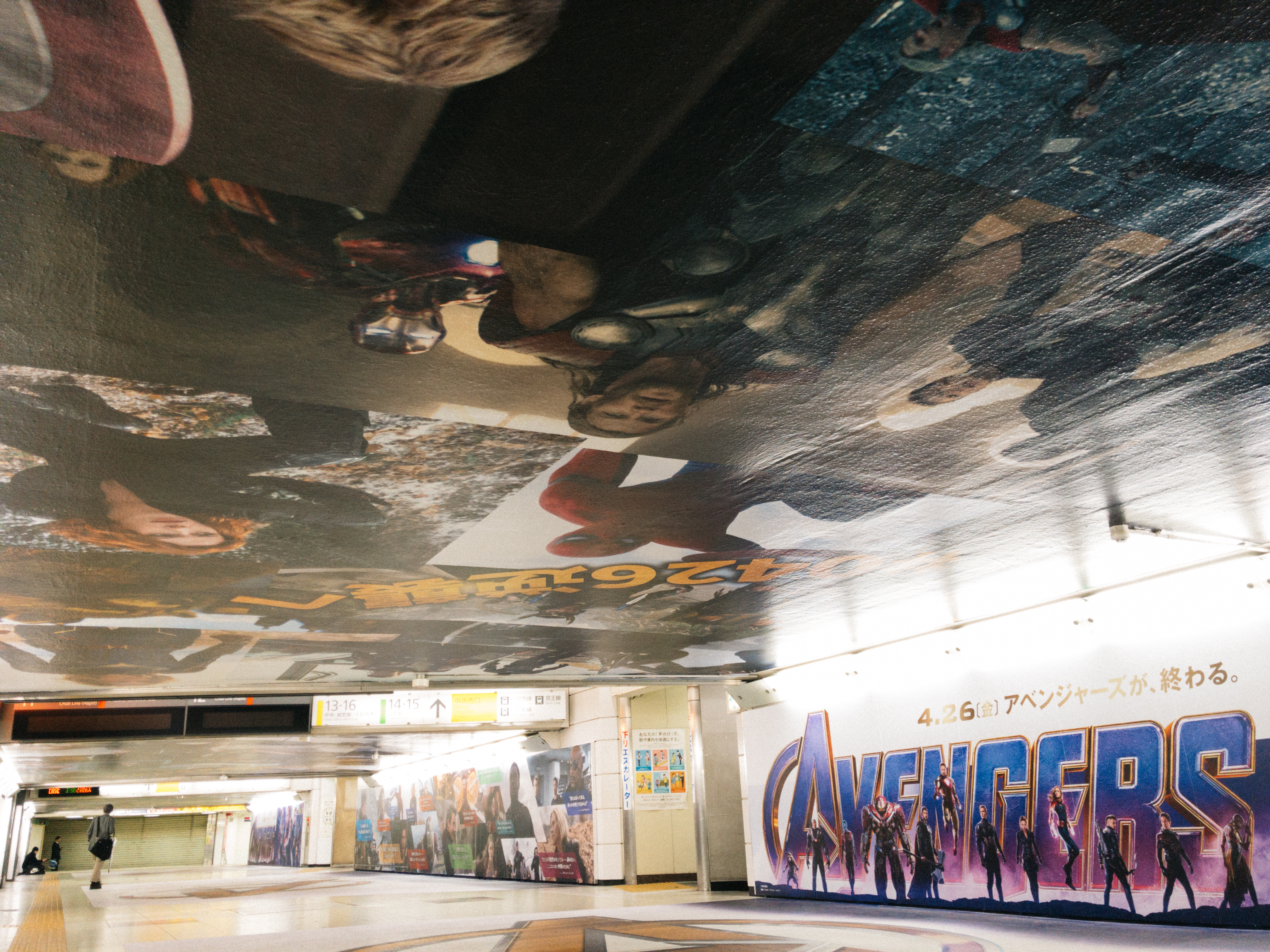
تبلیغات فیلم در چین

در تاریخ ۷ دسامبر سال ۲۰۱۸ اولین تریلر این فیلم به نمایش درآمد. این تریلر بعد از ۲۴ ساعت ۲۸۹ میلیون تماشاگر داشت و به پر تماشاگرترین تریلر تاریخ تبدیل شد. دومین تریلر نیز در ۱۴ مارس ۲۰۱۹ به نمایش درآمد و با ۲۶۸ میلیون تماشاگر در ۲۴ ساعت اول، بعد از نخستین تریلر همین فیلم، به دومین تریلر پرتماشاگر تبدیل گشت.

## تاریخ نمایش
انتقام‌جویان: پایان بازی در تاریخ ۲۶ آوریل ۲۰۱۹ به صورت آی‌مکس و سه‌بعدی به نمایش درآمد.

## آینده
در مهٔ ۲۰۱۸، مدیر عامل اجرایی دیزنی، باب ایگر، برنامه‌های مارول پس از انتقام‌جویان را گفت: «حدس می‌زنم ما خودمان را در آنچه که من آن را فرنچایز جدیدی فراتر از انتقام‌جویان می‌نامم، محک خواهیم زد، اما لزوماً به این معنا نیست که شما تعداد بیشتری انتقام‌جویان را در آینده نخواهید دید. ما صرفاً هیچ اطلاعیه‌ای در این مورد نداده‌ایم.» ایگر افزود: «با توجه به محبوبیت شخصیت‌ها و با توجه به محبوبیت فرنچایز، فکر نمی‌کنم مردم به این نتیجه برسند که هرگز فیلم انتقام‌جویان دیگری وجود نخواهد داشت.» مدت کوتاهی پس از اکران فیلم، برادران روسو گفتند که به‌دلیل رابطهٔ مثبتی که با مارول استودیوز داشتند، مخالف بازگشت به دنیای سینمایی مارول در آینده نیستند، اما در آن زمان برای انجام این کار برنامه نداشتند. در ژانویهٔ ۲۰۲۱، کوین فایگی، رئیس مارول استودیوز، گفت که فیلم دیگری از انتقام‌جویان «در مقطعی» صورت خواهد گرفت.
در کامیک-کان سن دیگو در ژوئیهٔ ۲۰۲۲، فایگی از انتقام‌جویان: سلسلهٔ کانگ و انتقام‌جویان: جنگ‌های مخفی خبر داد که قرار بود به ترتیب در ۲ مهٔ ۲۰۲۵ و ۷ نوامبر ۲۰۲۵ اکران شوند. این دو فیلم پایانی برای فاز ششم دنیای سینمایی مارول بودند. فایگی بعداً گفت که برادران روسو برای کارگردانی این فیلم‌ها باز نمی‌گردند. مدت کوتاهی پس از آن، دستین دنیل کرتون که شانگ چی و افسانه ده حلقه (۲۰۲۱) را کارگردانی کرد، به‌عنوان کارگردان سلسلهٔ کانگ تأیید شد اما بعداً کناره‌گیری کرد. در سپتامبر، جف لاونس، نویسندهٔ مرد مورچه‌ای و زنبورک: شیدایی کوانتومی (۲۰۲۳)، برای نوشتن فیلم‌نامهٔ سلسلهٔ کانگ اعلام شد. ماه بعد، سرپرست نویسندهٔ فصل نخست لوکی و نویسندهٔ دکتر استرنج در چندجهانی دیوانگی (۲۰۲۲)، یعنی مایکل والدرون برای نوشتن فیلم‌نامهٔ جنگ‌های مخفی استخدام شد. تاریخ انتشار جنگ‌های مخفی به ۷ مه ۲۰۲۷ و سلسله کانگ به ۱ می ۲۰۲۶ موکول شده است.
در مراسم کامیک-کان سن دیگو ۲۰۲۴، برادران روسو کارگردان دو فیلم بعدی انتقام‌جویان اعلام شد. آن‌ها اعلام کردند که انتقام‌جویان ۵ اکنون  انتقام‌جویان: روز نابودی نام دارد و دکتر دووم به‌عنوان آنتاگونیست اصلی به جای شخصیت کانگ در آن حضور دارد. مشخص شد که داونی برای بازی در نقش دووم انتخاب شده است.